# Romanisierung
Romanisierung bezeichnet die Übernahme der lateinischen Sprache und römischen Zivilisation durch andere, meist unterworfene Völker. Romanisierung bedeutet dabei im Wesentlichen eine sprachliche und kulturelle Anpassung unter Aufgabe oder Umgestaltung eigener Kulturformen. In der neueren Forschung wird oft der Begriff Romanisation bevorzugt, um deutlich zu machen, dass es sich nicht um einen zentral gesteuerten und von den Römern aktiv herbeigeführten Prozess gehandelt hat.
Die Romanisation wurde oft durch Veteranen der Auxiliartruppen getragen, welche ursprünglich selbst Einheimische waren, aber den Status eines römischen Bürgers bekamen und folglich eine Einheimische (welche meist früher auch eine Angehörige vom selben Stamm oder Volk des Auxiliar-Veteranen war) heirateten. Dies hatte zur Folge, dass die Frau und der Nachfolger des Veteranen auch römische Bürger wurden. Noch wichtiger war die Rolle der lokalen Oberschichten, die sich früh aus eigener Initiative an die Römer und ihre Kultur anpassten, um auf diese Weise Teilhabe an der Herrschaft und am Prestige des Imperiums zu gewinnen.
Die Ausdehnung des Römischen Imperiums hatte nicht überall eine Romanisierung zur Folge. Im östlichen Mittelmeerraum haben sich die von den Römern vorgefundenen orientalischen oder hellenistischen Kulturformen behauptet; die Dominanz etwa der antiken griechischen Kultur war dafür zu groß. Sie konnten sogar Einfluss auf die römische Kultur nehmen. Romanisiert haben sich die nördlichen und nordwestlichen Regionen Europas, die zur Zeit ihrer Eroberung keine eigene hochentwickelte Schriftkultur besaßen. Oft hatte jedoch nur die städtische oder lokale Elite daran Anteil. Die überwiegende Anzahl der Bevölkerung verharrte weiterhin in der vorrömischen Lebensweise. Außerhalb der Städte war sie weitgehend rechtlos oder unfrei.

## Verlauf
Die Romanisation begann im dritten vorchristlichen Jahrhundert, war aber in der Regel kein planmäßiger Vorgang: Fälle, in denen die Römer sie selbst gezielt vorantrieben, wie es laut Tacitus etwa Gnaeus Iulius Agricola in Britannien tat (Tacitus, Agricola 21), bildeten nach heutigem Forschungsstand seltene Ausnahmen. In der Regel ging die Initiative von den Unterworfenen selbst aus, wurde von den Römern allerdings begrüßt und gefördert. Auch die im 1./2. Jahrhundert n. Chr. stark zunehmende Verstädterung Westeuropas förderte die Romanisation wesentlich, da die Städte eine Nachahmung Roms im Kleinen waren und somit die Völker, beeinflusst durch die Tempel, Theater und Arenen, ihren Lebensstil der römischen Kultur anglichen. Abseits der Städte hielten sich vorrömische Traditionen hingegen in der Regel sehr viel länger.
Im engeren Sinne bezeichnet das Wort nur Kulturentwicklungen bis zum Beginn des Frühmittelalters (etwa die Romanisierung der fränkischen Oberschicht im spätantiken Frankenreich); im weiteren Sinne dauert in der französischen und spanischen Einflusssphäre in Afrika und Südamerika dieser Prozess zum Teil bis heute noch an.
Aspekte der Romanisation waren insbesondere:
- Wohn- und öffentliche Einrichtungen werden gebaut (Thermen, Kultstätten)
- Nachahmung Roms → Bauboom, Städtegründung
- Bestimmte Veranstaltungen (Gladiatorenkämpfe usw.) werden beliebt
- Sprache, Recht und Religion werden auf die römischen Verhältnisse abgestimmt → andere Kulturen und Ansichten werden ausgegrenzt (Vereinheitlichung)
- Veteranen und Händler brachten römische Kulturen in eroberte Provinzen